# Lijst van partijleiders van de CHU
De partijleider van de Christelijk-Historische Unie (CHU) was van 1908 tot 1977 de voorman van de partij en tijdens de Tweede Kamerverkiezingen de lijsttrekker. Meestal bekleedde de partijleider de functie van fractievoorzitter in de Tweede Kamer maar soms nam de partijleider zitting in een kabinet.
Één CHU was minister-president Dirk Jan de Geer (1926–1929 en 1939–1940). De eerste partijleider was oprichter Alexander de Savornin Lohman.

## Partijleiders
| Partijleiders                                                 | Partijleiders                       | Partijleiders                                           | Termijn                                      | Leeftijd | Functie(s) als leider / Overige functie(s) | Functie(s) als leider / Overige functie(s) | Lijsttrekker             |
| ------------------------------------------------------------- | ----------------------------------- | ------------------------------------------------------- | -------------------------------------------- | -------- | --- | --- | ------------------------ |
|                                                               | A.F. (Alexander) de Savornin Lohman | jhr.mr. A.F. (Alexander) de Savornin Lohman (1837–1924) | 9 juli 1908 – 8 februari 1921                | 71–83    | Lid Tweede Kamer (1894–1921) Fractievoorzitter Tweede Kamer (1908–1921) Partijvoorzitter (1908–1910) Minister van staat (1909–1924) | Lid Tweede Kamer (ARP) (1879–1890) (1894) Fractievoorzitter Tweede Kamer (ARP) (1888–1890) Minister van Binnenlandse Zaken (ARP) (1890–1891) Lid Eerste Kamer (ARP) (1892–1894)                                                                       | 1909 1913 1917 1918      |
|                                                               | J.Th. (Johannes) de Visser          | dr. J.Th. (Johannes) de Visser (1857–1932)              | 8 februari 1921 – 8 juli 1929                | 63–71    | Minister van Onderwijs, Kunsten en Wetenschappen (1918–1925) Lid Tweede Kamer (1922) (1925–1929) Fractievoorzitter Tweede Kamer (1925–1929) | Lid Tweede Kamer (1897–1905) (1906–1913) (1914–1918) Partijvoorzitter (1910–1918) Minister van staat (1931–1932) | 1922 1925 1929           |
|                                                               | D.J. (Dirk) de Geer                 | jhr.mr. D.J. (Dirk) de Geer (1870–1960)                 | 8 juli 1929 – 3 september 1940               | 58–69    | Voorzitter van de Ministerraad (1926–1929) (1939–1940) Minister van Financiën (1926–1933) (1939–1940) Lid Tweede Kamer (1933–1939) Fractievoorzitter Tweede Kamer (1933–1939) Partijvoorzitter (1933–1939) Minister van Algemene Zaken (1939) Minister van staat (1933–1947) | Lid Tweede Kamer (1907–1921) (1922) Burgemeester van Arnhem (1920–1921) Minister van Financiën (1921–1923) Minister van Binnenlandse Zaken en Landbouw (1925–1926)                                                                                    | 1933 1937                |
|                                                               | H.W. (Hendrik) Tilanus              | dr. H.W. (Hendrik) Tilanus (1884–1966)                  | 3 september 1940 – 15 mei 1963               | 55–78    | Lid Tweede Kamer (1922–1963) Fractievoorzitter Tweede Kamer (1939–1963) Partijvoorzitter (1939–1958) | | 1946 1948 1952 1956 1959 |
|                                                               | H.K.J. (Henk) Beernink              | mr. H.K.J. (Henk) Beernink (1910–1979)                  | 15 mei 1963 – 5 april 1967                   | 53–57    | Lid Tweede Kamer (1946–1967) Partijvoorzitter (1958–1966) Fractievoorzitter Tweede Kamer (1963–1967) | Minister van Binnenlandse Zaken (1967–1971) | 1963 1967                |
|                                                               | J.T. (Jur) Mellema                  | ing. J.T. (Jur) Mellema (1923–2017)                     | 5 april 1967 – 20 juni 1970 (Eerste periode) | 43–46    | Lid Tweede Kamer (1959–1972) Fractievoorzitter Tweede Kamer (1967–1968) (1969–1971) | |                          |
|                                                               | B.J. (Bé) Udink                     | drs. B.J. (Bé) Udink (1926–2016)                        | 20 juni 1970 – 6 juli 1971                   | 44–45    | Minister voor Ontwikkelingssamenwerking (1967–1971) Lid Tweede Kamer (1971) Fractievoorzitter Tweede Kamer (1971) | Minister van Volkshuisvesting en Ruimtelijke Ordening (1971–1973) Minister van Verkeer en Waterstaat (1972–1973) | 1971                     |
|                                                               | J.T. (Jur) Mellema                  | ing. J.T. (Jur) Mellema (1923–2017)                     | 6 juli 1971 – 1 april 1972 (Tweede periode)  | 47–48    | Lid Tweede Kamer (1959–1972) Fractievoorzitter Tweede Kamer (1971–1972) | |                          |
|                                                               | A.D.W. (Arnold) Tilanus             | drs. A.D.W. (Arnold) Tilanus (1910–1996)                | 1 april 1972 – 1 juli 1973                   | 61–62    | Lid Tweede Kamer (1963–1977) Fractievoorzitter Tweede Kamer (1972–1973) | Partijvoorzitter (1966–1968) Fractievoorzitter Tweede Kamer (1968–1969) | 1972                     |
|                                                               | R.J.H. (Roelof) Kruisinga           | dr. R.J.H. (Roelof) Kruisinga (1922–2012)               | 1 juli 1973 – 25 mei 1977                    | 50–54    | Lid Tweede Kamer (1972–1977) Fractievoorzitter Tweede Kamer (1973–1977) | Staatssecretaris van Sociale Zaken en Volksgezondheid (1967–1971) Lid Tweede Kamer (1971) Fractievoorzitter Tweede Kamer (1971) Staatssecretaris van Verkeer en Waterstaat (1971–1973) Minister van Defensie (1977–1978) Lid Eerste Kamer (1981–1991) |                          |
| Vacant (25 mei 1977 – 27 september 1980)                      |                                     |                                                         |                                              |          | | |                          |
| Bron: Christelijk-Historische Unie (CHU) Parlement & Politiek |                                     |                                                         |                                              |          | | |                          |